# حیدره (الجزایر)
حیدره (به عربی: حیدرة) یک شهرداری در الجزایر است که در استان الجزیره واقع شده‌است. حیدره ۳۵٬۷۲۷ نفر جمعیت دارد.